# 直交行列
直交行列（ちょっこうぎょうれつ, 英: orthogonal matrix）とは、転置行列と逆行列が等しくなる正方行列のこと。つまり n×n の行列 M の転置行列を MT と表すときに、 MTM = M MT = E を満たすような M のこと。ただし、 E は n 次の単位行列であり、 E 自身も直交行列である。
有限次元実計量ベクトル空間の直交変換は、ある正規直交基底に関して実直交行列（成分が全て実数の直交行列）によって定まる線形変換である。ただし、直交変換とは（必ずしも有限次元でない）実計量ベクトル空間 V において内積を変えない（等長性をもつ）線形変換 f のことである。すなわち、
v, w を V の任意のベクトルとするときに、(f(v), f(w)) = (v, w)
が成り立つ。ただし、(•, •) は内積を表す。

## 定義
n 次正方行列 M の 転置行列 MT が Mの逆行列になっているとき、すなわち MT = M-1 を満たすとき、M は直交行列であるという。
直交行列は内積を保つ線型変換としても定義できる。実計量ベクトル空間 V の任意のベクトル v, w に対し、内積を (v, w) = vTw とする。v, w が行列 M により Mv, Mw に変換されたとき、内積は
{\displaystyle (Mv,Mw)=(Mv)^{T}Mw=v^{T}M^{T}Mw=v^{T}w=(v,w)}
となるので、行列 M が直交行列であるのは計量ベクトル空間 V の内積を変えないとき、かつそのときに限る。
直交行列は正則行列であり、直交行列は積や逆について閉じている。n 次直交行列全体の集合を n 次直交群といい、O(n) と書く。行列式の値が1となる直交行列全体の集合を特殊直交群といい、SO(n) と書く。

## 例

### 回転行列
2次元ユークリッド空間において、原点を中心に角 θ の回転をあらわす2次直交行列は以下で表される。
{\displaystyle {\begin{pmatrix}\cos \theta &-\sin \theta \\\sin \theta &\cos \theta \end{pmatrix}}}

### 置換行列
2次の正方行列において、1行目と2行目を置換させる置換行列は以下で表される。
{\displaystyle {\begin{pmatrix}0&1\\1&0\end{pmatrix}}}

### 反射行列
単位ベクトル u に直交する超平面についての鏡映を与える反射行列（ハウスホルダー行列）H は、以下の式で与えられ、直交行列となる（I は単位行列）。
{\displaystyle H=I-2uu^{\top }}

## 性質
- 直交行列の行列式の値は ±1 である[注 1]。実際、行列 A が直交行列なら行列式の性質から

{\displaystyle \det(A)^{2}=\det(A)\det(A^{\intercal })=\det(AA^{\intercal })=\det(E)=1}
となる。逆は必ずしも真ではない。
- ユニタリ行列である。従って対角化可能である。
- n 次行列 A を n 個の列ベクトル（行ベクトル）{\displaystyle v_{1},v_{2},...,v_{n}} を並べたものとみなしたとき、直交行列の定義 AAT=E は {\displaystyle v_{1},v_{2},...,v_{n}} が正規直交基底になる条件と同値である。
- n 次の直交行列 A 、n 次の列ベクトル x が与えられた時、ノルムを ‖•‖ で表せば、 ‖Ax‖ = ‖x‖ である。したがって A の対応する作用素ノルムは ‖ A ‖ = 1 である。

## 注
1. ↑  行列式の値 +1 あるいは −1 に応じて、直交行列を正格 proper あるいは変格 improper ということがある[1]。

### 動画
- 【線形代数#33】対称行列・直交行列 - YouTube
- 【線形代数#34】対称行列の直交行列による対角化 - YouTube
- 【線形代数#63】対称行列の対角化 - YouTube